# Ripert de Viens
Ripert de Viens, mort le 1er février 1272, est un ecclésiastique provençal qui occupe les postes de prévôt du chapitre de la cathédrale d'Apt de 1256 à 1268, puis d'évêque d'Apt de 1268 à 1272.